# Neukirchen (Nordfriesland)
Neukirchen település Németországban, Schleswig-Holstein tartományban. Lakosainak száma 1138 fő (2023. december 31.).

## Népesség
A település népességének változása:
| Lakosok száma | 1150 | 1234 | 1142 | 1135 | 1123 | 1107 | 1138 |
|               | 1975 | 2014 | 2017 | 2019 | 2021 | 2022 | 2023 |